# Xã Pine City, Quận Pine, Minnesota
Xã Pine City (tiếng Anh: Pine City Township) là một xã thuộc quận Pine, tiểu bang Minnesota, Hoa Kỳ. Năm 2010, dân số của xã này là 1.394 người.